# Gare de Conches
La gare de Conches est une gare ferroviaire française, située sur la commune de Conches-en-Ouche, dans le département de l'Eure, en région Normandie.
C'est une gare de la Société nationale des chemins de fer français (SNCF), desservie par des trains TER.

## Situation ferroviaire
Établie à 123 mètres d'altitude, la gare de Conches est située au point kilométrique (PK) 125,152 de la ligne de Mantes-la-Jolie à Cherbourg. Ancienne gare de bifurcation, elle se trouve également au PK 38,4 de l'ancienne ligne de Saint-Martin-d'Écublei à Conches (déclassée le 11 juillet 1994).

## Histoire

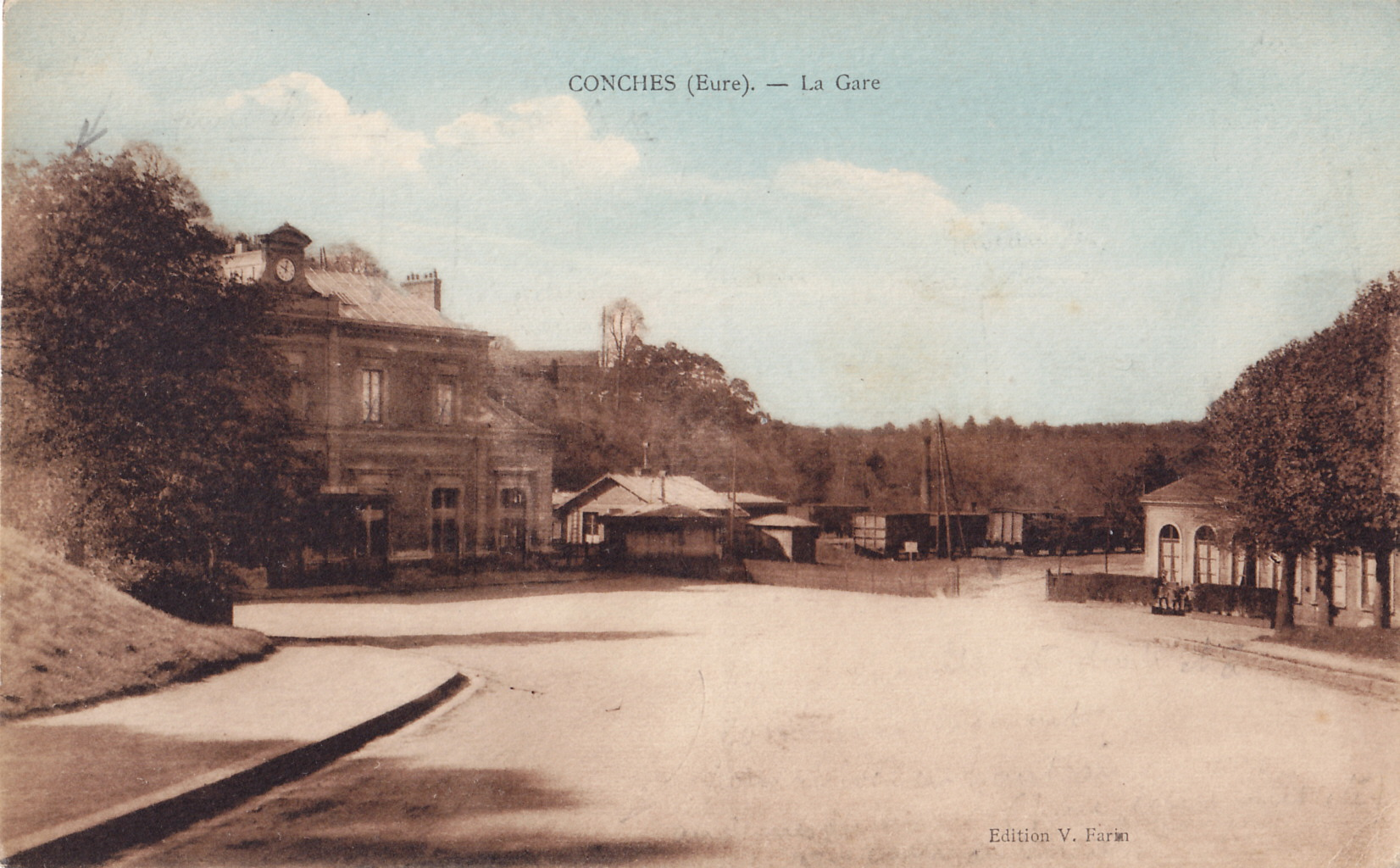
La gare, au début du XXe siècle.
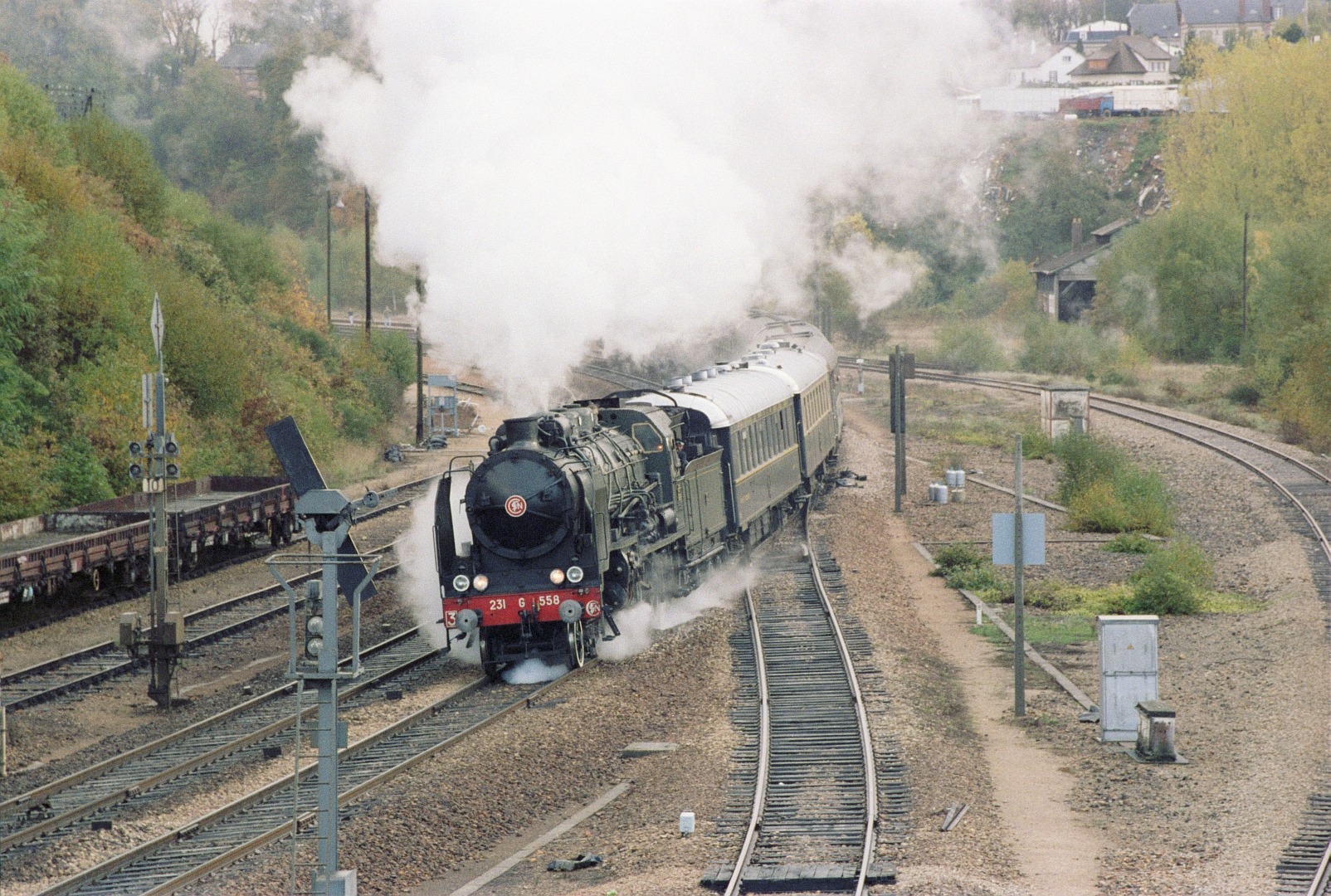
La gare avant l'électrification de la ligne de Cherbourg. Aujourd'hui les installations sont réduites aux deux voies principales.

## Fréquentation
De 2015 à 2023, selon les estimations de la SNCF, la fréquentation annuelle de la gare s'élève aux nombres indiqués dans le tableau ci-dessous.
| Année     | 2015    | 2016   | 2017    | 2018   | 2019   | 2020   | 2021   | 2022   | 2023   |
| --------- | ------- | ------ | ------- | ------ | ------ | ------ | ------ | ------ | ------ |
| Voyageurs | 101 292 | 97 605 | 104 160 | 96 123 | 88 186 | 48 376 | 37 186 | 47 956 | 58 545 |

## Service des voyageurs

### Desserte

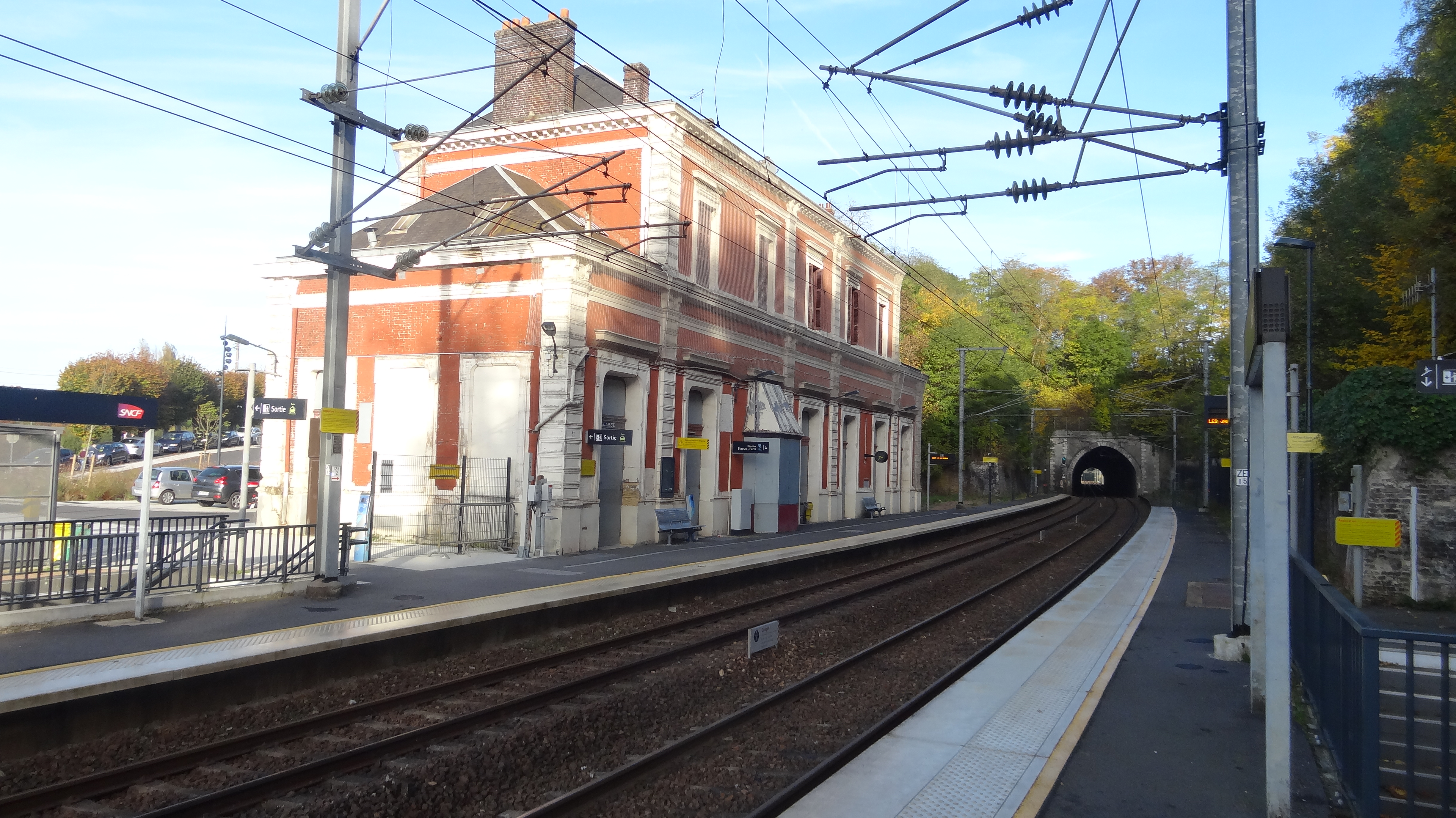
Les voies et les quais.

La gare est desservie par des trains TER Normandie (relations de Caen à Évreux-Normandie, et de Paris-Saint-Lazare à Lisieux et à Serquigny).